# Mouvement démocratique nigérien pour une fédération africaine
Le Mouvement démocratique nigérien pour une fédération africaine, abrégé MODEN/FA, est un parti politique nigérien créé en 2009 et dirigé par Hama Amadou.

## Résultats
| Année | Voix    | %     | Rang | Élus     | +/- | Gouvernement                                 |
| ----- | ------- | ----- | ---- | -------- | --- | -------------------------------------------- |
| 2011  | 637 108 | 19,72 | 3e   | 23 / 113 | Nv  | Rafini I (2011-2015), opposition (2015-2016) |
| 2016  | 615 393 | 12,91 | 2e   | 25 / 171 | 2   | Opposition                                   |
| 2020  | 410 311 | 8,71  | 2e   | 19 / 166 | 6   | Opposition                                   |